# Sublevaciones de los Vegueros
Las Sublevaciones de los Vegueros (también conocidas como revueltas o rebelión de los vegueros) hacen referencia a una serie de revueltas consecutivas que se dieron en núcleos urbanos situados en el extrarradio de la Habana (Santiago de las Vegas, Jesús del Monte y Guanabaoca, principalmente) en la Cuba colonial española en los años 1717, 1720 y 1723. Tales revueltas fueron motivadas por unos desacuerdos entre las élites coloniales de la isla y los vegueros, quienes cosechaban el tabaco en una terreno bajo, llano y fértil llamado "vega". 
Los desacuerdos eran fruto de una tensión por el control del cultivo y distribución del tabaco: los vegueros querían más autonomía para gestionar su cosecha, mientras que la Corona española exigía imponer un estanco que le brindara control sobre esta. 
Las dos primeras sublevaciones (1717, 1720) fueron exitosas: se resolvieron sin violencia y los vegueros consiguieron en mayor o menor medida ver sus demandas cumplidas. La última de 1723 fracasó resolviéndose con una batalla entre los vegueros sublevados y las autoridades coloniales. Fueron duramente reprimida con violencia, resultando en el fusilamiento de 12 vegueros cuyos cuerpos fueron colgado en los árboles de un camino para dar ejemplo.

## Antecedentes
Desde el inicio del colonialismo español en 1492, Cuba se convirtió rápidamente en un territorio explotable para los intereses económicos de la corona. Sus primeras explotaciones fueron el oro aluvial usando mano de obra indígena. Durante el siglo XVI se explotaron sus yacimientos mineros de oro y cobre y más adelante, se extendería la explotación ganadera. Durante el proceso de colonización y explotación agrícola, escaseó la mano de obra pues los nativos fueron desapareciendo progresivamente, algunos colonos morían por epidemias y otros optaban por irse a México, Perú o Colombia donde había explotaciones de oro y plata que atraían más a los colonizadores. Pese a la explotación de recursos de la isla, Cuba no dejaba de ser un lugar de paso entre la Metrópolis y el Nuevo Mundo. 

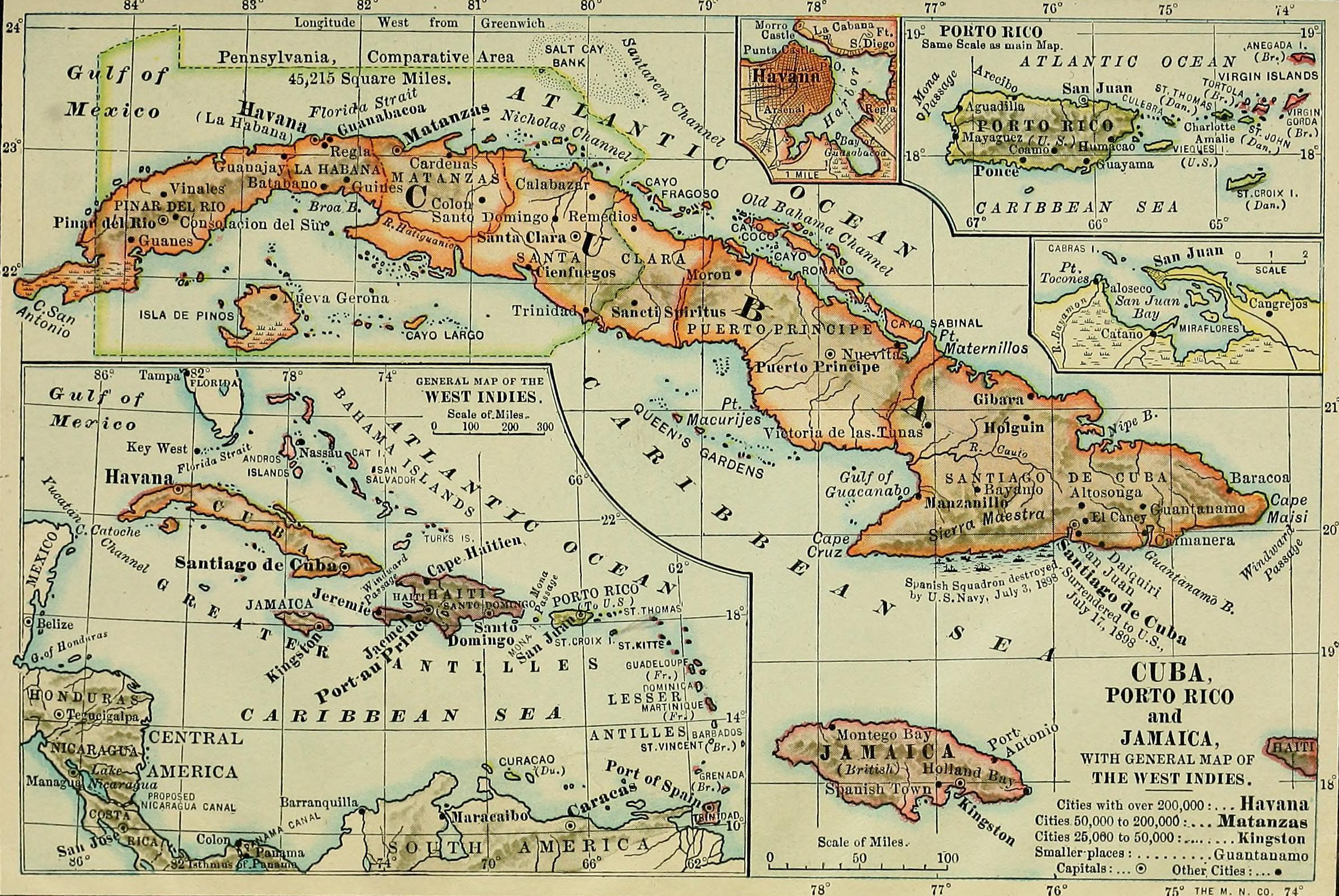
Mapa de Cuba como colonia Española.

### La explotación y el control del tabaco

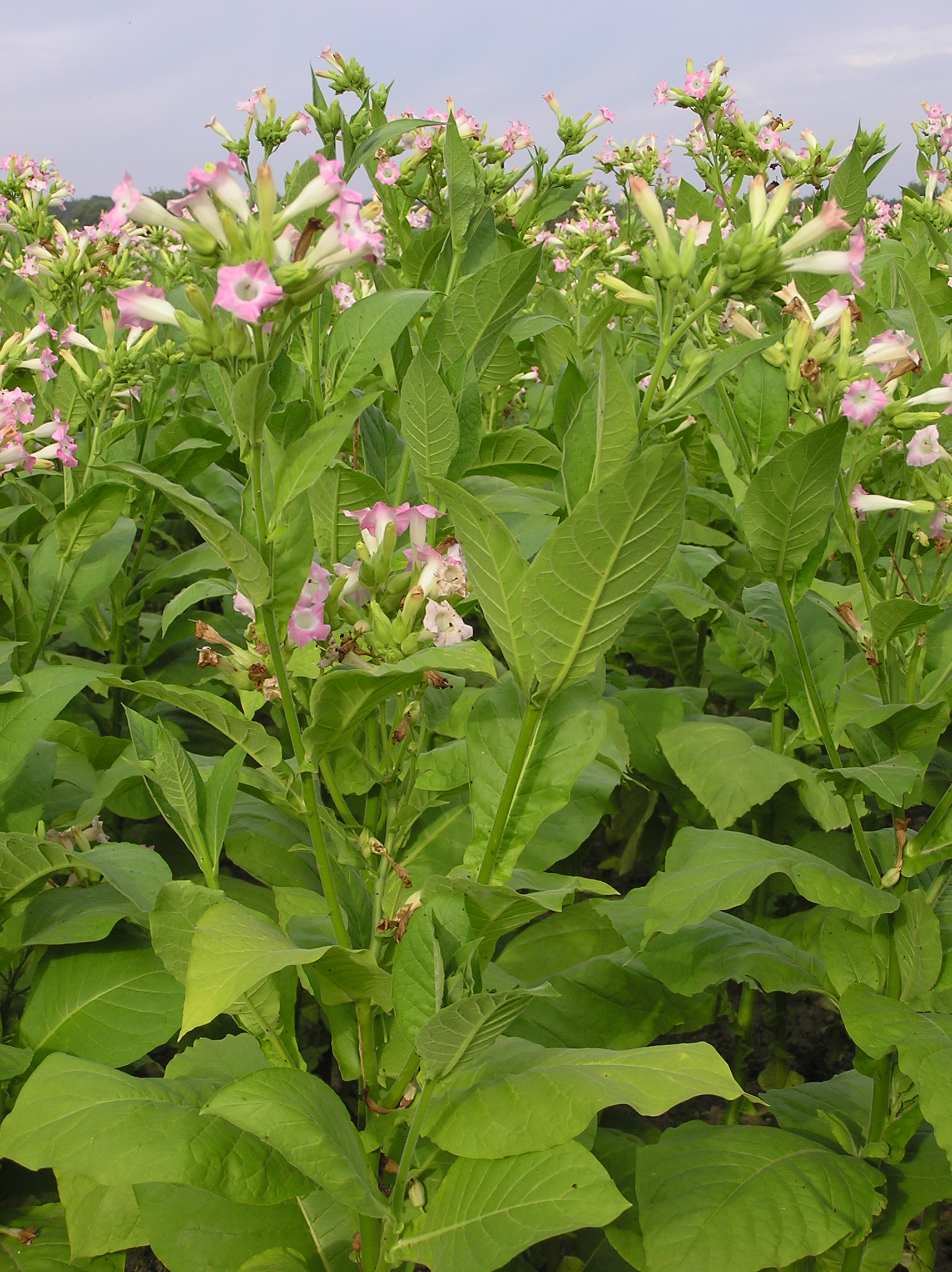
Planta de Tabaco

En el siglo XVII empezaría el cultivo del tabaco en la isla. Pese a ser un comienzo difuso, José Rivero Muñiz,  señala la fecha de 1616 como el inicio de la indústria del tabaco en la isla pues es "la primera vez que aparece escrita la palabra tabaco en unas de las actas del Ayuntamiento de La Habana es en 1616."
Sería durante el siglo XVII que la explotación de tabaco empezaría a crecer debido a la creciente demanda de la alta sociedad española. Este crecimiento planteó el establecimiento de un estanco desde las Cortes que se terminaría llevando a cabo entre el 1632 y el 1636 para que este nuevo mercado fuera regulado por la corona. Finalmente, a través de la Real Cédula de 28 de diciembre de 1636, se establece el arrendamiento del tabaco por el cual, se regulariza la indústrica del tabaco. De esta forma, la corona obtiene el control de este mercado, impone unas normativas y aplica sanciones. Esto generó un auge del mercado negro fruto de aquellos vegueros que querían rentabilizar mejor su tabaco fuera de los precios impuestos por su único comprador, la corona.

### La migración canaria
El cultivo de tabaco llegaría a ser el más rentable a principios del siglo XVIII. La explotación sería llevada a cabo en gran medida por habitantes canarios que emigraron a la isla, serían conocidos como "isleños". Tal migración de Canarias a Cuba se dió por la Real Cédula de 1678 dictaminada por Carlos II, conocida popularmente como "Tributo de Sangre". Esta dictaminó que por cada 100 toneladas de cargamento de un navío que partía desde las Canarias hacia Cuba, debían emigrar forzosamente 5 famílias de 5 integrantes cada una, a la isla antillana. Tal oportunidad permitió tanto a la oligarquía canaria como a habitantes más humildes, establecerse en Cuba y buscar nuevas fortunas. Algunos conseguirían llegar a adquirir una hacienda pero la mayoría serían pequeños campesinos o propietarios. Una vez fueron llegando a la isla, se fueron asentando en enclaves estratégicos para la corona y estableciendo su cultivo de tabaco:
Aquellos que llegaron a la isla caribeña se asentaron en los territorios que eran claves para las políticas de colonización de la monarquía, cuya misión era defender la isla de la expansión de potencias extranjeras. Pero sobre todo, esta migración fue la responsable de la creación de nuevas zonas de explotación agrícola.
En este marco, la administración de la producción y comercialización de tabaco estaba administrada por los propios arrendatarios de las vegas. Como se señaló anteriormente, durante la segunda mitad del siglo XVII la demanda de tabaco se disparó entre la aristocrácia metropolitana y europea, por lo que los isleños empezarían a arrendar cada vez más y más las vegas y a establecer cultivos de tabaco en la Habana y alrededores, cerca de los ríos y arroyos. Debido a esto, surgieron algunos núcleos urbanos alrededor de la capital cubana como Jesús del Monte(conocida hoy en día como Diez de octubre). La explotación de tabaco se encontraba en auge: a partir de 1698 llegaron a haber 10.000 vegueros que podían producir 340.984 arrobas de cosecha de tabaco (lo que equivale a 4.262,3 toneladas). Además, en 1709, ya había 14 molinos en la Habana y en 1712 esta cifra aumentó a los 300.

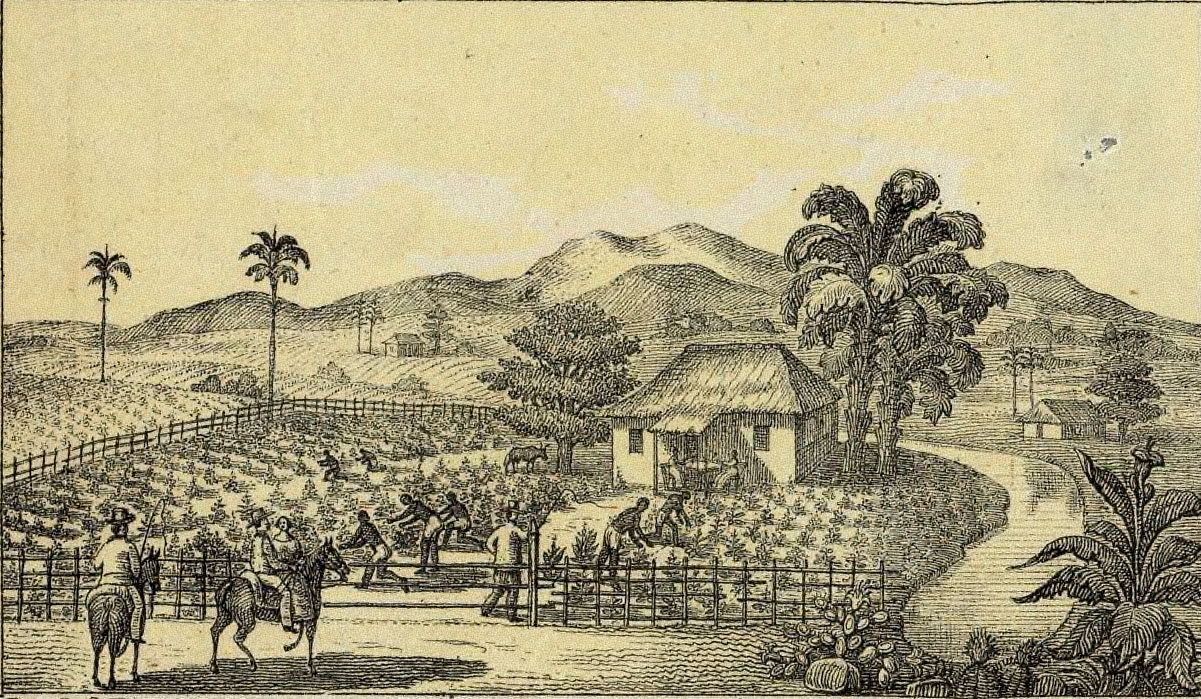
Vega de tabaco 1853

Parte de este incremento en la cosecha y su rentabilidad, se dió gracias al gobernador Laureano Torres de Ayala (1708-1716), con el objetivo de mejorar la producción tabacalera hasta alcanzar los 3 millones de libras para la Real Hacienda. Para ello, eximió de toda carga a los vegueros y forzó el pago de impuestos a los propietarios de molinos de tabaco. Gracias a su gestión, se llegaron a recaudar los 3 millones de libras propuestas en menos de un año lo que le reportó el título de Marqués en Castilla como premio.

### Reformismo borbónico
Este auge de la rentabilidad en la explotación de tabaco, coincidió con un momento de cambio en la monarquía de España. Tras la muerte de Carlos II sin sucesión, la casa de Austria abandonó la monarquía. Felipe de Borbón sería coronado rey como Felipe V instaurando la casa de Borbón en la corona, después de de ganar la Guerra de Sucesión. Este cambio de dinastía trajo consigo una serie de reformas en las que se incluía una centralización de la gestión del reino y una mayor control de la corona sobre los bienes que se producían en los confines del Imperio Español. La decisión y gestión de este monopolio del tabaco en la isla se atribuye la ministro de Felipe V, Jean Orry.

## Sucesos
El control real sobre el tabaco de Cuba se aplicaría con el establecimiento del Estanco del Tabaco en Cuba  el 1717. A través de este organismo, se pretendía aplicar un monopolio estatal sobre la compra-venta de tabaco de tal forma que la corona fijaría los precios.  
En 1716 Vicente Raxa es nombrado Gobernador de la isla. Fué él el encargado de estudiar y aprobar la viabiliad de la instauración del monopolio tabaquero estatal. Entonces el 27 de julio de 1717, aplicó el Estanco de Tabaco prohibiendo su venta a potencias estranjeras y restringiéndola a la Real Hacienda a un precio establecido por esta.

### Sublevación del 1717
Tras una queja formal que no llegó a ningún sitio, se reunieron en Jesús del Monte unos 500 hombres armados con sus herramientas de trabajo y algunos incluso con armas de fuego. Su objetivo era bloquear el suministro de ganado a la Habana, para después entrar a la ciudad. Durante el camino, algunos vecinos se sumaron al grupo y se situaron en la plaza San Francisco para manifestarse contra el cabildo. Entre la movilización, se oyeron gritos de "¡Viva Felipe V y abajo el mal gobierno!" lo que indica que la protesta no era contra la monarquía, sino contra el gobierno local. El gobernador Raxa, atemorizado, se escondió en la fortaleza de Fuerza Vieja y convocó al Cabildo al día siguiente. Los vegueos exigieron 3 puntos:
- La salida de La Habana del gobernador y de los funcionarios principales.
- El perdón general para los amotinados.
- Que el gobierno quedase en manos de Gómez Maraver Ponce de León, teniente de gobernador, quien parece ser que no se opuso a que los sublevados entraran en la plaza. Se cree que lo hizo para conseguir hechar a Raxa y aspirar a ser gobernador.[9]

Tales exigencias fueron oídas y concedidas. La corte respondió el 22 de junio 1718 enviando al gobernador Raxa hacia Cadiz en uno de los galeones reales. Por su parte, Gómez Maraver sería nombrado gobernador de forma temporal hasta que el 23 de junio de 1718 llegaría Greogrio Guazo Calderón. A su vez, este ordenó enviar a Maraver a Madrid, ya no regresaría a la isla. Guazo Calderón, junto con el Cabildo, expresó la respuesta de la Corte:
- Transmitió la concesión real del perdón general para todos los sublevados.
- Restableció la factoría con real cédula de 1718 y creó sedes de esta en Bayamo, Trinidad, Sancti Spíritus y Santiago.
- Predispuso 800.000 pesos para adquirir toda la producción cubana y 200.000 pesos anuales de la Real Hacienda, para así evitar más altercados.[8]

### Sublevación de 1720
A pesar de estas concesiones, el descontento de los vegueros continuaba debido a que los funcionarios establecían precios bajos y se demoraban con los pagos. El gobernador Gregorio Guazo se confrontó con Manuel de León, director de la factoría, debido a que incitava a los grandes recolectores de tabaco a abonarlo a plazos en una carta que escribió desde México. Guazo intentó evitar que esta palabra se difundiera pero llegó a oídos de los Vegueros y estos reaccionarion. 
Entre el 14 y el 27 de junio de 1720, unos 200 vegueros a caballo incendiarion las propiedades en Santiago de las Vegas y Guanabacoa de aquellos que se posicionaron favorables al abono de los cultivos a plazos . Luego se agruparon en Jesús del Monte y cortaron el suministro de agua y comida a la Habana. El gobernador Guazo retuvo a doce de los vegueres implicados en el altercado. Finalmente, un oligarca Jose Bayona y Chacón y de Pedro Agustín Morell de Santa Cruz convencieron a los vegueros de disolver la protesta a cambio de anular el pago a plazos y con la exención de 10 pesos del tributo de ese año.
Pese a la resolución pacífica, el gobernador era consciente de las tensiones entre los vegueros y el monopolio del estanco de Tabaco no era algo pasajero. Por ese motivo, expresó al Consejo la importancia de pagar al contado para que los vegueros aceptaran el estanco. De no ser así, sabía que la represión terminaría por ser la única salida y por ello, aumentó también los efectivos de la compañía de caballería de 30 a 100 unidades a modo de prevención. Ante esto, las autoridades reales cederion un poco y emitieron el real decreto del 17 de noviembre de 1720 que permitía a los vegueros poder vender el sobrante de tabaco que no podía ser comprado por la Real Hacienda. Se permitió el libro comercio con la América española colonial y concedió de nuevo el perdón real a los sublevados. Aún con todo, la corona seguía dispuesta a acaparar toda la gestíon de la comercialización del tabaco.

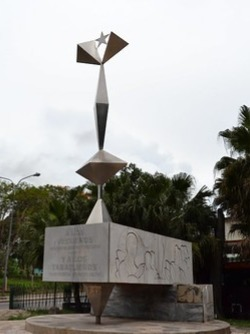
Monumento a los Vegueros y Tabaqueros caídos en la sublevación de 1723. Erigida por Domingo Ravenet en Santiago de las Vegas el 1958.

### Sublevación de 1723
Manuel de León, compró el tabaco solo de unos pocos vegueros quedándose la mayoría sin poder vender su cosecha. Según él, no quiso admitir el resto de tabaco por su mala calidad, aunque es posible que se tratara de una reprimenda hacia los vegueros por no acatar las imposiciones comerciales. Se corrió la voz sobre el interés de las autoriades de restaurar el Estanco de Tabaco lo que supondría de nuevo que los vegueros solo podrían vender su tabaco a la Real Hacienda.
Ante esta tesitura, un grupo de vegueros amenazó con quemar su cosecha de tabaco y no producir más durante 2 años para así poder venderlos más caros. Irían a la Habana como ya habían hecho antes, y destruirían el tabaco de los Reales Almacenes si era preciso. Al llegar a las puertas de la ciudad pero, se encontraron con que estas habían sido reforzadas y además una guarnición les estaba esperando.
El gobernador les adviritó que no todos los vegueros ni vecinos de la ciudad estaban de acuerdo con su decisión de quemar las cosechas. Además, amenazó con la pena de muerte y la confisación de sus bienes a quien osara quemar las cosechas.
Los sublevados contaban unos 300 hombres armados pero se fueron sumando vecinos hasta alcanzar los 800-900 hombres, (algunos de forma voluntaria, otros forzadamente) y amanezaron con atacar la ciudad. Como respuesta, el gobernador, junto con las autoridades militares de la Habana, envió tropas a Santiago que debían llegar antes del amanecer. Entre las tropas se hayaban un destacamiento de 200 hombres, compañía de caballos al cargo de Don Ignacio Francisco  de Barrutia y 50 granaderos.
Al llegar al pueblo de Santiago antes del amanecer tal y como se le ordenó, las fuerzas reales  se encontraron a los vecions refugiados en la iglesia y el monte con armas, dispuestos a luchar. El comandante Barrutia envió un destacamento para intentar negociar con los sublevador pero estos se lanzaron a la carga consiguiendo matar un caballo y herir un soldado. La respuesta de las tropas coloniales fue conduente, respondieron armados con espada y rápidamente controlaron la situación resultándo en un veguero muerto y 12 apresados. El resto, algunos heridos gravemente, huyeron pero no fueron perseguidos. De los que huyeron, quedó un grupúsculo de sublevados que estaban dispuestos a seguir luchando para liberar a sus compañeros. Ante esto, los 12 vegueros apresados fueron arcabuzeados el 23 de febrero de 1723 y colgado en los árboles del camino real que daban acceso al pueblo de Jesús del Monte durante 40 horas. De esta forma se pretendía aplacar de forma total a los sublevados que todavía querían luchar. Finalmente se descolgaron los 12 cadáveres y se sepultaron por petición del obispo. Las tropas coloniales se retirarían del pueblo.
El 21 de febrero el gobernador sería informado sobre los hechos, dictaminaría las sentencias de muerte para los 12 prisioneros, y otorgaría el perdón a todos aquellos sublevados que huyeron pues de lo contrario las vegas se quedarían sin vegueros que las trabajaran. Además, ofreció una recompensa de 200 pesos para todo aquél que brindara información relacionada con los sublevados que todavía estaban movilizados. Quedarían 50 desaparecidos.

## Consecuencias

### Preludio al independentismo
Estas sublevaciones no respondían a un espíritu independentista, sino a un interés económico. Los vegueros sublevados (mayoritariamente canarios), confrontaban la actitud monopolística de la administración real (no al rey) el cual suponía un decrecimiento sustancial del beneficio obtenido de su cosecha de tabaco:
[...] el motín no tuvo un carácter estrictamente revolucionario, ya que la única intención era acabar con el monopolio. Por tanto, este acontecimiento no puede entenderse como el comienzo de un movimiento independentista que surgiría a la postre, aunque es innegable el sentimiento de rebeldía contra un sistema impuesto que abusaba y atacaba su manera de subsistir.

### La migración canaria
A pesar de los sucesos, el flujo de migración canaria se mantuvo durante el siglo XVIII gracias a la Junta de Fomento de La Habana, y la Real Sociedad Económica de Amigos del País que fomentaban esta migración para blanquear la raza y aumentar la demografía. Por ejemplo, en el 1758 se registran 75 famílias canarias (375 individuos) que viajaban con rumbo a La Florida pero que finalmente se quedaron en la isla de Cuba pues La Florida fue cedida a los británicos en 1763.

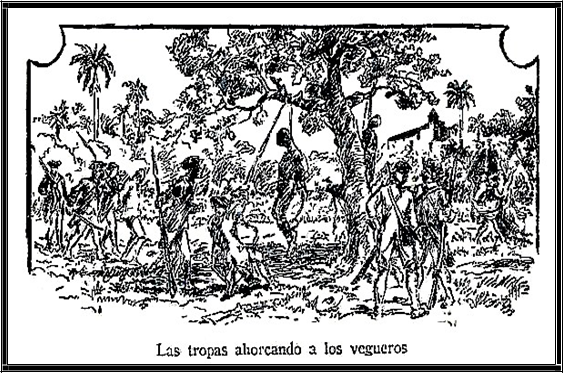
Cadáveres de los sublevados colgados tras ser fusilados par dar ejemplo. Al fondo, la iglesia de Jesús del Monte.